# 에스블러쉬
에스블러쉬(S-Blush)는 대한민국의 5인조 걸그룹이다. 2005년 1집 앨범 [It's My Life]로 정식 데뷔했다. 주로 미국에서 활동했으며, 미국 빌보드 핫 댄스 클럽 플레이 차트 2위까지 올랐던 바 있다. 2007년 해체되었으며, 해체 당시에는 4인조였다.

## 음반
- It's My Life (2005)